# Еон (син на Ликимний)
Вижте пояснителната страница за други значения на Еон.
Еон (на старогръцки: Οἰωνός, Oionos, „Граблива птица“) в древногръцката митология е син на Ликимний (син на Електрион) и на Перимеда (сестра на Амфитрион). Брат е на Аргей и Мелас.
Той е първият олимпийски победител по бягане в стадион по време на организираните от Херакъл олимпийски игри и пристига в Олимпия начело на въоръжена група от Мидея.
Еон е приятел и придружитрел на Херакъл и негов братовчед чрез полусестрата на баща му Алкмена. В град Спарта го напада куче и той хвърля камък по-него. Тогава собствениците на кучето, синовете на спартанския цар Хипокоон, убиват Еон. Херакъл започва бой с тях, но е ранен. Той погребва приятеля си и напуска града. По-късно Херакъл се връща, убива Хипокоон и двадесетте му синове.
На Павзаний е показан гроба на Еон в Спарта до Светилището на Херакъл.